# Propriedades de normalização forte e fraca
Na matemática lógica e  ciência da computação teórica, um Sistema de Reescrita tem a propriedade de normalização forte ou é terminante (brevemente: a propriedade da normalização ou da terminação) se todos termos são fortemente normalizantes; isto é, se todas as sequências de reescrita eventualmente terminam em um termo irredutível também chamado de forma normal. Um sistema de reescrita também pode ter a propriedade de normalização fraca, isto significa que para cada termo, existe pelo menos uma sequência específica de reescrita que eventualmente conduz a uma forma normal, i.e. a um termo irredutível.

## Cálculo lambda

### Cálculo lambda não tipado
O Cálculo lambda puro não-tipado não satisfaz a propriedade da normalização forte, e nem mesmo a propriedade da normalização fraca. Considere o termo {\displaystyle \lambda x.xxx}. Ele tem a seguinte regra de reescrita: para qualquer termo, {\displaystyle t},
{\displaystyle (\mathbf {\lambda } x.xxx)t\rightarrow ttt}
Mas considere o que acontece quando aplicamos {\displaystyle \lambda x.xxx} a si mesmo:
| {\displaystyle (\mathbf {\lambda } x.xxx)(\lambda x.xxx)} | {\displaystyle \rightarrow (\mathbf {\lambda } x.xxx)(\lambda x.xxx)(\lambda x.xxx)}                               |
|                                                           | {\displaystyle \rightarrow (\mathbf {\lambda } x.xxx)(\lambda x.xxx)(\lambda x.xxx)(\lambda x.xxx)}                |
|                                                           | {\displaystyle \rightarrow (\mathbf {\lambda } x.xxx)(\lambda x.xxx)(\lambda x.xxx)(\lambda x.xxx)(\lambda x.xxx)} |
|                                                           | {\displaystyle \ldots \,}                                                                                          |

Portanto o termo  {\displaystyle (\lambda x.xxx)(\lambda x.xxx)} não é nem fortemente nem fracamente normalizante.

### Cálculo lambda tipado
Vários sistemas de cálculo lambda tipado incluindo o cálculo lambda simplesmente tipado, o Sistema F de  Jean-Yves Girard, e o cálculo de construções de Thierry Coquand, são fortemente normalizantes.
Um sistema de cálculo lambda com a  propriedade da normalização pode ser visto como uma linguagem de programação com a propriedade de que todo programa para. Embora esta seja uma propriedade muito útil, há uma desvantagem: uma linguagem de programação com a propriedade de normalização não pode ser Turing-completa. Isto significa que há funções computáveis que não podem ser definidas simplesmente usando o cálculo lambda simplesmente tipado (de forma similar, há funções computáveis que não podem ser calculadas, no cálculo das construções ou Sistema F).  Por exemplo, é impossível definir  um  auto-interpretador em qualquer um dos cálculos citados acima.